# Sphaerosoma fuscescens
Sphaerosoma fuscescens är en svampart som beskrevs av Klotzsch 1839. Sphaerosoma fuscescens ingår i släktet Sphaerosoma och familjen Pyronemataceae.   Inga underarter finns listade i Catalogue of Life.